# Jazbina (gmina Črna na Koroškem)
Jazbina – wieś w Słowenii, gmina Črna na Koroškem. 1 stycznia 2017 liczyła 39 mieszkańców.